# 우주 조약
달과 기타 천체를 포함한 외기권의 탐색과 이용에 있어서의 국가 활동을 규율하는 원칙에 관한 조약(-其他天體-包含-外氣圈-探索-利用-國家活動-規律-原則-關-條約, 영어: Outer Space Treaty, Treaty on Principles Governing the Activities of States in the Exploration and Use of Outer Space, including the Moon and Other Celestial Bodies)은 국제우주법에 기초한 조약이다.
대한민국은 1967년 10월 13일 서명하였다.

## 주요 내용

### 외기권의 탐색과 이용의 자유
제1조에서 규정된다. 천체를 포함한 외기권의 탐색 및 이용은 모든 국가의 이익을 위하여 국제법에 따라 전 인류가 자유롭게 행할 수 있다.

### 영유의 금지
제2조에서 규정. 천체를 포함한 외기권에 대하여, 모든 국가는 영유권을 주장할 수 없다.

### 평화이용 원칙
제4조에서 규정. 핵무기 따위의 대량살상무기를 운반하는 물체(미사일 위성 등)을 지구를 도는 궤도에 올리거나, 외기권에 배치하지 말 것.
또한, 달과 기타 천체는 오직 평화목적을 위해서 이용되며, 군사이용은 일체 금지된다.

### 국가에 대한 책임집중원칙
제6조, 7조에서 규정. 우주활동을 행하는 것이 정부기관인지 비정부단체인지에 상관 없이, 자국에 의해 행해지는 활동에 대해서는 국가가 국제적 책임을 진다. 발사체가 타국에 손해를 주는 경우, 발사국에는 무한의 무과실책임이 발생한다.

## 같이 보기
- 우주법